# Chade nos Jogos Olímpicos de Verão da Juventude de 2010
O Chade participou dos Jogos Olímpicos de Verão da Juventude de 2010 em Cingapura. Sua pequena delegação foi composta de apenas dois atletas, ambos do atletismo.

## Atletismo
| Evento          | Atleta         | Qualificação    | Qualificação | Final     | Final        |
| Evento          | Atleta         | Resultado       | Posição      | Resultado | Posição      |
| --------------- | -------------- | --------------- | ------------ | --------- | ------------ |
| 400 m masculino | Djato Emmanuel | Desclassificado | -- (-- qC)   | 51.03     | 1º (Final D) |
| 1000 m feminino | Mitsou Minda   | 3:11.15         | 22º (10º qB) | 3:04.35   | 6º (Final B) |